# Apollophanes margareta
Apollophanes margareta là một loài nhện trong họ Philodromidae.
Loài này thuộc chi Apollophanes. Apollophanes margareta được Allen Lowrie & Willis J. Gertsch miêu tả năm 1955.